# 萨巴兹乌斯
萨巴兹乌斯（英語：Sabazios）弗里吉亚神话职司天空的神祇之一。在弗里吉亚与色雷斯得到广泛崇拜与供奉，后影响至古希腊以及古罗马时代，其事迹与艺术形象反映于相关古典作家之著述等文物中，具有重要地影响与积极意义。